# غنت-وفلجم 2007
غنت-وفلجم 2007 (بالإنجليزية: 2007 Gent–Wevelgem)‏ هو سباق دراجات هوائية، وهو الموسم رقم 69 من السباق، وأقيم في 11 أبريل 2007، وامتدّ لمسافة 203 كيلومتر، وهو أحد سباقات برو تور 2007، وهو من نوع سباق يوم واحد، وقد شارك في السباق 193 متسابقاً ووصل إلى نهايته 128 متسابقاً.
فاز فيه بالمركز الأول ماركوس بورغهاردت، وبالمركز الثاني روجر هاموند، وبالمركز الثالث أوسكار فريري.

## التصنيف العام النهائي
| \| التصنيف العام \| التصنيف العام \| التصنيف العام \| التصنيف العام \| التصنيف العام \| \| العداء \| العداء \| الفريق \| الوقت \| \| \| ------------- \| ---------------- \| -------------------- \| ------------- \| ------------- \| \| 1 \| ماركوس بورغهاردت \| T-Mobile [لغات أخرى]‏ \| \| \| \| 2 \| روجر هاموند \| T-Mobile [لغات أخرى]‏ \| + 4 ث \| \| \| 3 \| أوسكار فريري \| Rabobank \| + 5 ث \| \| |                  |           |       |  |
| |                  |           |       |  |
| مصدر: ProCyclingStats |                  |           |       |  |
| التصنيف العام |                  |           |       |  |
| العداء | العداء           | الفريق    | الوقت |  |
| 1 | ماركوس بورغهاردت | T-Mobile ‏ |       |  |
| 2 | روجر هاموند      | T-Mobile ‏ | + 4 ث |  |
| 3 | أوسكار فريري     | Rabobank  | + 5 ث |  |

## وصلات خارجية
- لمحة عن سباق غنت-وفلجم 2007 على موقع  ProCyclingStats   (برو  سايكلنج  ستاتس) - إحصاءات  محترفي  الدراجات.

- غنت-وفلجم 2007 على موقع إحصائيات الدراجات الإحترافية (الإنجليزية)